# Saint-Maurice-sur-Mortagne
Pour les articles homonymes, voir Saint-Maurice.
Ne pas confondre avec Saint-Maurice-lès-Charencey dans le canton de Mortagne-au-Perche
Saint-Maurice-sur-Mortagne est une commune française située dans le département des Vosges en région Grand Est. Le village tire son nom du patronage de saint Maurice.

## Géographie

### Localisation
|             | Deinvillers                | Xaffevillers       |
| Clézentaine | Saint-Maurice-sur-Mortagne | Roville-aux-Chênes |
| Hardancourt |                            | Romont             |

### Géologie et relief
La commune se compose de 28,17 hectares de territoires artificialisés (4,11 %), 441,96 hectares de territoires agricoles (64,43 %) et 215,39 hectares de forêts et milieux semi-naturels (31,40 %).
Affleurement de calcaire stratifié et présence de fossiles.
Le village est traversé par le Molné.

### Hydrographie et les eaux souterraines
Hydrogéologie et climatologie : Système d’information pour la gestion des eaux souterraines du bassin Rhin-Meuse :
Territoire communal : Occupation du sol (Corinne Land Cover); Cours d'eau (BD Carthage),
Géologie : Carte géologique; Coupes géologiques et techniques,
 Hydrogéologie : Masses d'eau souterraine; BD Lisa; Cartes piézométriques.
La commune est située dans le bassin versant du Rhin au sein du bassin Rhin-Meuse. Elle est drainée par la Mortagne, le ruisseau de Derriere le Haut, le ruisseau de la Nauve, le ruisseau de la Prairie, le ruisseau des Montaux et le ruisseau du Secru,.
La Mortagne, d'une longueur totale de 74,6 km, prend sa source dans la commune de Saint-Léonard et se jette dans la Meurthe à Mont-sur-Meurthe, après avoir traversé 26 communes.

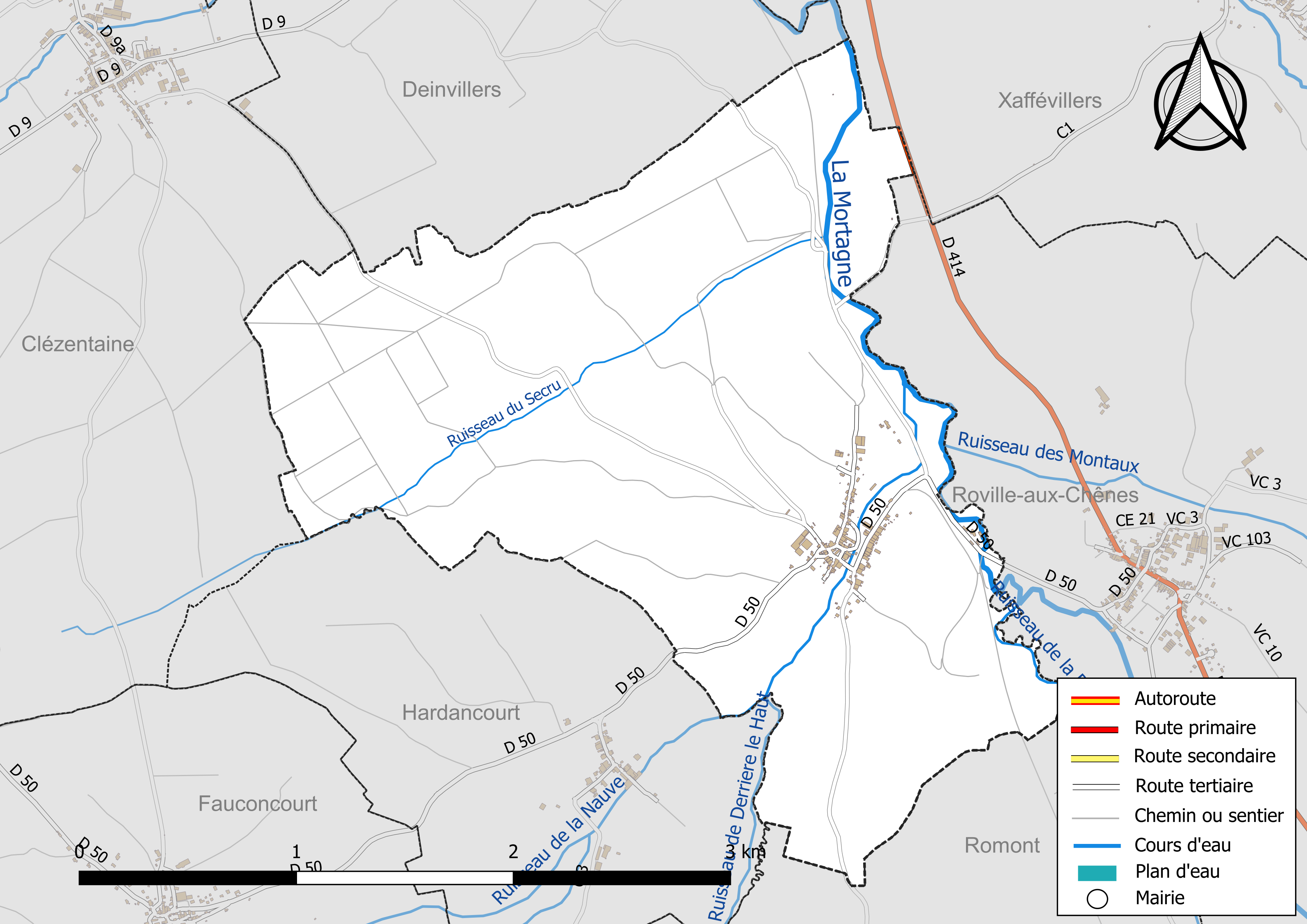
Réseaux hydrographique et routier de Saint-Maurice-sur-Mortagne.

La qualité des eaux des cours d’eau peut être consultée sur un site dédié géré par les agences de l’eau et l’Agence française pour la biodiversité.

### Climat
Pour des articles plus généraux, voir Climat du Grand Est et Climat des Vosges.
En 2010, le climat de la commune est de type climat des marges montargnardes, selon une étude du Centre national de la recherche scientifique s'appuyant sur une série de données couvrant la période 1971-2000. En 2020, Météo-France publie une typologie des climats de la France métropolitaine dans laquelle la commune est exposée à un climat semi-continental et est dans une zone de transition entre les régions climatiques « Lorraine, plateau de Langres, Morvan » et « Vosges ». 
Pour la période 1971-2000, la température annuelle moyenne est de 9,5 °C, avec une amplitude thermique annuelle de 16,8 °C. Le cumul annuel moyen de précipitations est de 883 mm, avec 12,1 jours de précipitations en janvier et 10,2 jours en juillet. Pour la période 1991-2020, la température moyenne annuelle observée sur la station météorologique de Météo-France la plus proche, « Roville », sur la commune de Roville-aux-Chênes à 2 km à vol d'oiseau, est de 10,3 °C et le cumul annuel moyen de précipitations est de 833,3 mm. 
La température maximale relevée sur cette station est de 40 °C, atteinte le 25 juillet 2019 ; la température minimale est de −24,5 °C, atteinte le 2 janvier 1971,,. 
Les paramètres climatiques de la commune ont été estimés pour le milieu du siècle (2041-2070) selon différents scénarios d'émission de gaz à effet de serre à partir des nouvelles projections climatiques de référence DRIAS-2020. Ils sont consultables sur un site dédié publié par Météo-France en novembre 2022.

## Urbanisme

### Typologie
Au 1er janvier 2024, Saint-Maurice-sur-Mortagne est catégorisée commune rurale à habitat dispersé, selon la nouvelle grille communale de densité à sept niveaux définie par l'Insee en 2022.
Elle est située hors unité urbaine et hors attraction des villes,.

### Occupation des sols
L'occupation des sols de la commune, telle qu'elle ressort de la base de données européenne d’occupation biophysique des sols Corine Land Cover (CLC), est marquée par l'importance des territoires agricoles (64,2 % en 2018), en diminution par rapport à 1990 (68,8 %). La répartition détaillée en 2018 est la suivante : 
terres arables (32,8 %), forêts (31,7 %), prairies (28 %), zones urbanisées (4,1 %), zones agricoles hétérogènes (3,4 %). L'évolution de l’occupation des sols de la commune et de ses infrastructures peut être observée sur les différentes représentations cartographiques du territoire : la carte de Cassini (XVIIIe siècle), la carte d'état-major (1820-1866) et les cartes ou photos aériennes de l'IGN pour la période actuelle (1950 à aujourd'hui).

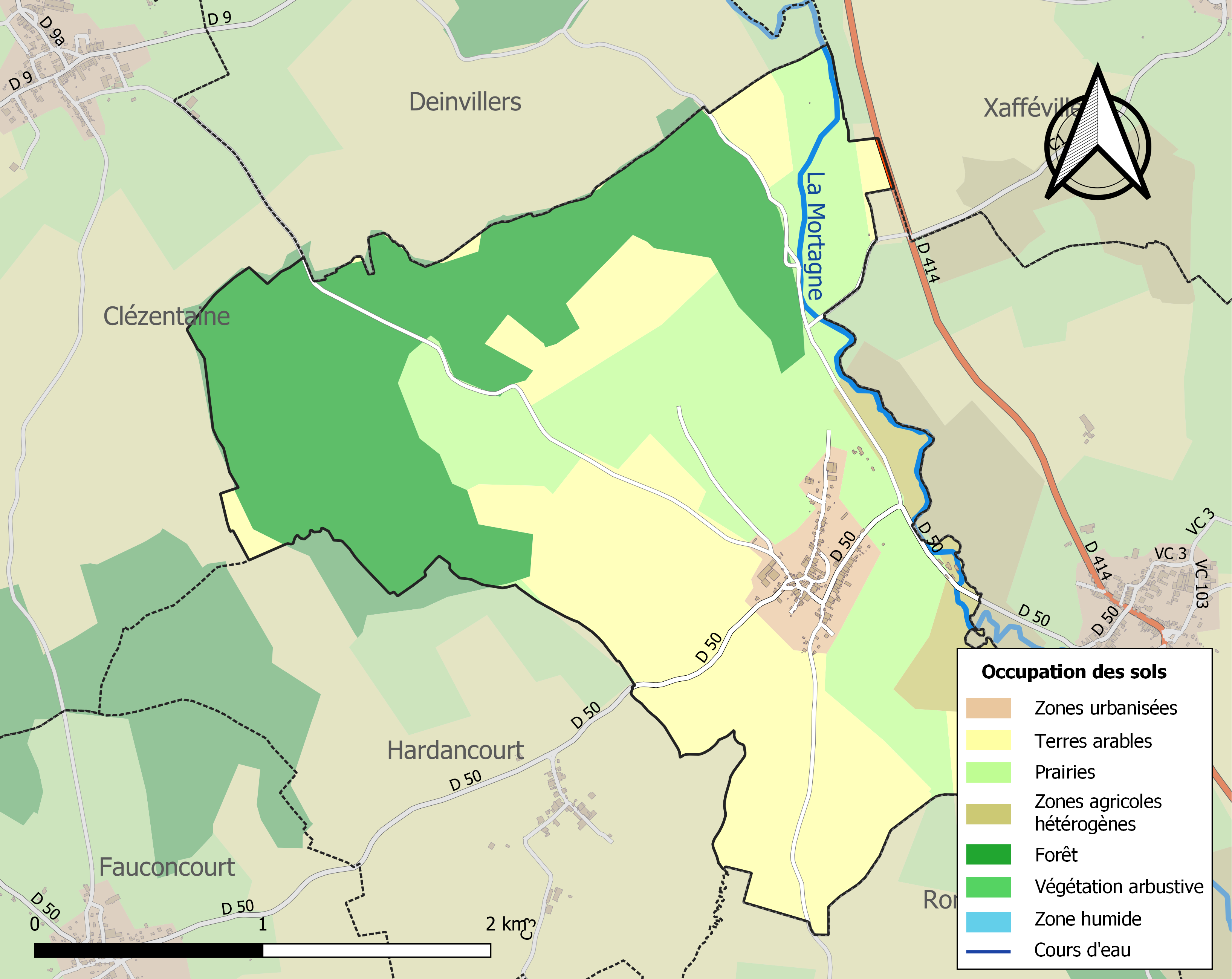
Carte des infrastructures et de l'occupation des sols de la commune en 2018 (CLC).

## Toponymie
Le nom de la localité est attesté sous les formes Hugo… de Sancto Mauricio (1174) ; Seint Morise (1269) ; Saint Morize (1270) ; Seint Morize (1289) ; Saint Morise (1295) ; Sainct Maurise (1398) ; Sainct Moirise (1500) ; Sainct Maurize (1561) ; Sainct Maurice (1563) ; Saint Moris (1656) ; Saint-Maurice-sur-Mortagne (1779).
Par décret impérial de 1867, la commune de Saint-Maurice, canton de Rambervillers,  prend le nom de Saint-Maurice-Sur-Mortagne.

Saint-Maurice est un hagiotoponyme qui fait référence à Maurice d'Agaune.
La Mortagne est une rivière du Grand Est, qui coule dans les départements des Vosges et de Meurthe-et-Moselle.

## Histoire
La présence romaine est attestée, à la suite de découvertes en 1732 puis en 1868 dans le cimetière de Saint-Maurice-sur-Mortagne : balneum, buste de Diane, restes d'un aqueduc, monnaies, tuiles.
Autrefois, les coteaux étaient parsemés de vignes que les agriculteurs cultivaient pour leurs besoins personnels.
Le 22 mai 1867, le nom de la commune change de Saint-Maurice à Saint-Maurice-sur-Mortagne.
De 1907 à 1908 un tronçon de la ligne de chemin de fer Gerbéviller-Rambervillers a été édifié sur le territoire communal. Il comportait un pont à l'entrée du village et une gare de marchandises. Ce tronçon a été mis en service le 28 décembre 1911. Il a été parcouru pour la dernière fois par un train à vapeur le 14 décembre 1968, avant de fermer en 1982.

## Lieux et monuments

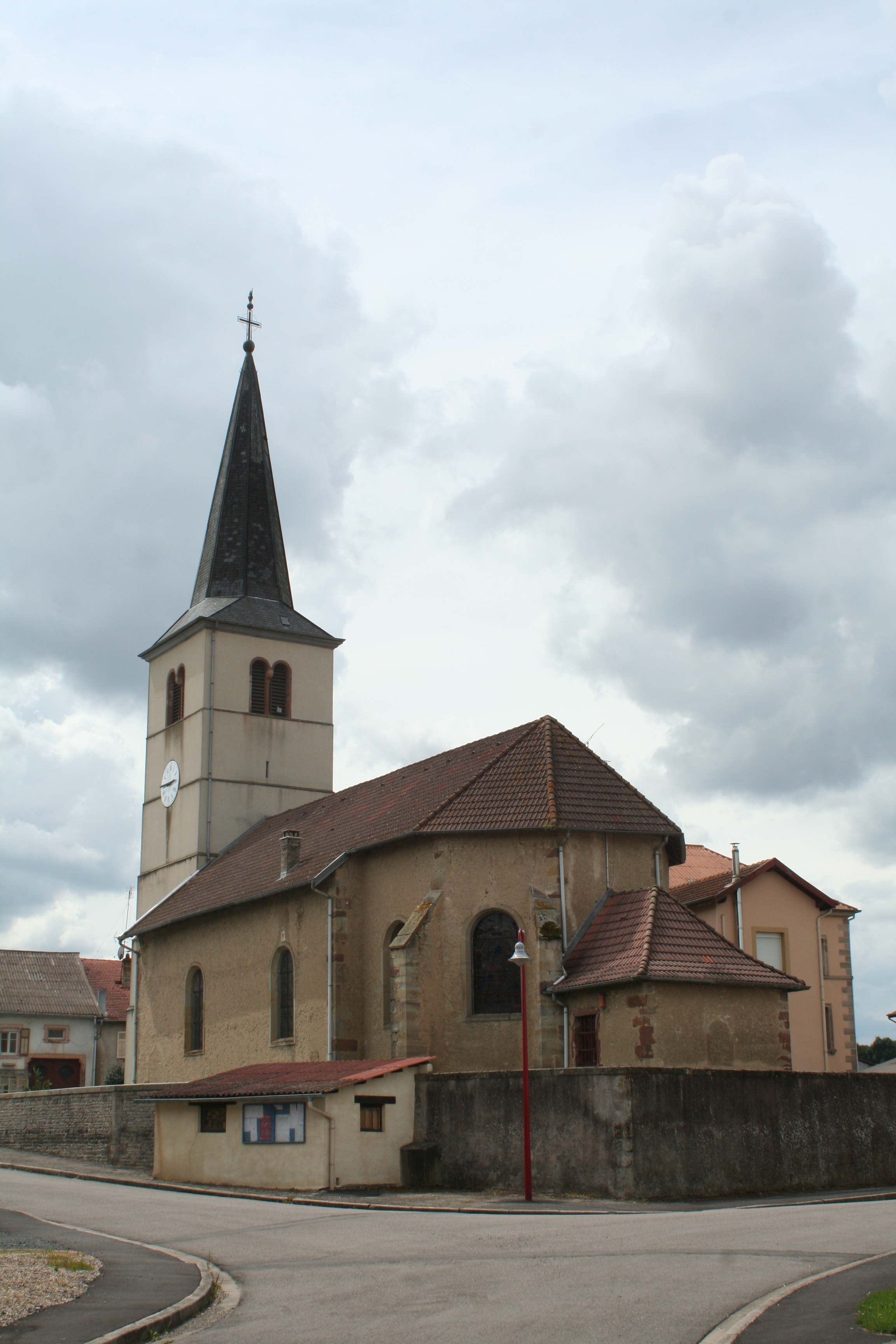
L'église Saint-Maurice.
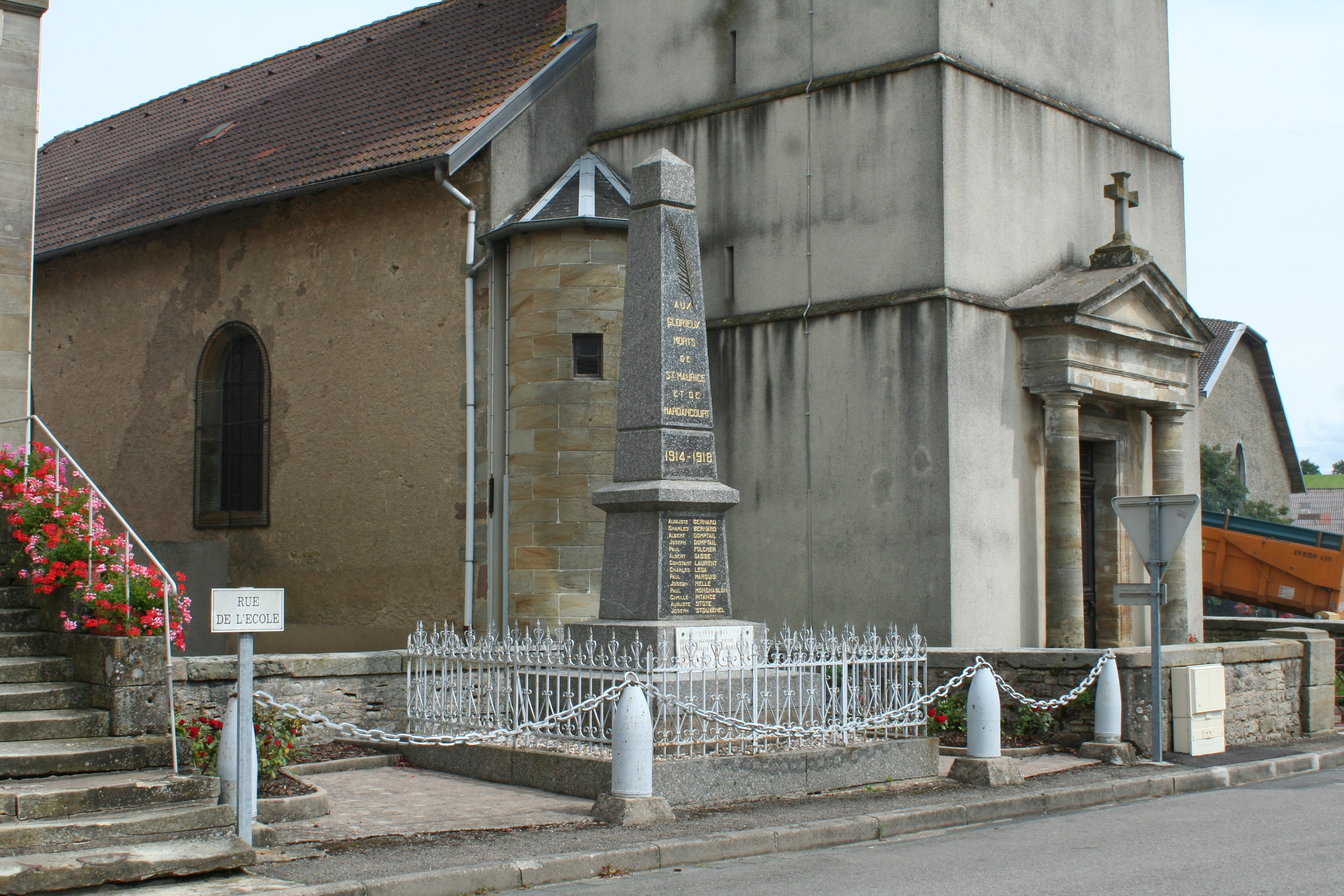
Monument aux morts et église.
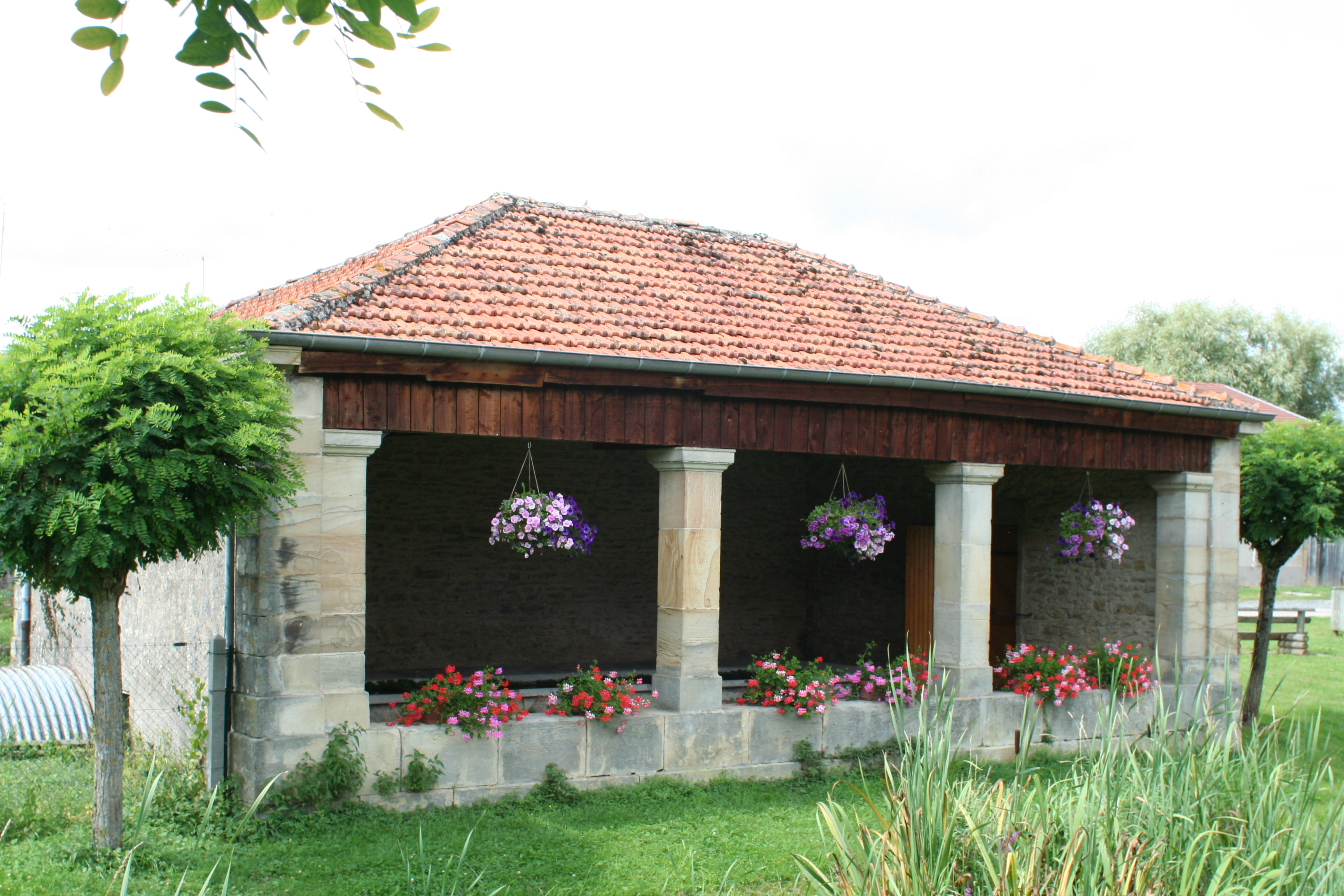
Lavoir.

- L'église Saint-Maurice date du XIXe siècle[21].

Le tableau : Le Martyre de saint Maurice,.
- Croix de carrefour datée de 1723[20] à la sortie sud du village. La Croix de Carrefour a été déplacé dans les années 2010 au centre du village.
- Monument aux morts, et plaque commémorative dans l'église Saint-Maurice[24].
- Le lavoir[25],[26].

## Politique et administration

### Budget et fiscalité 2023

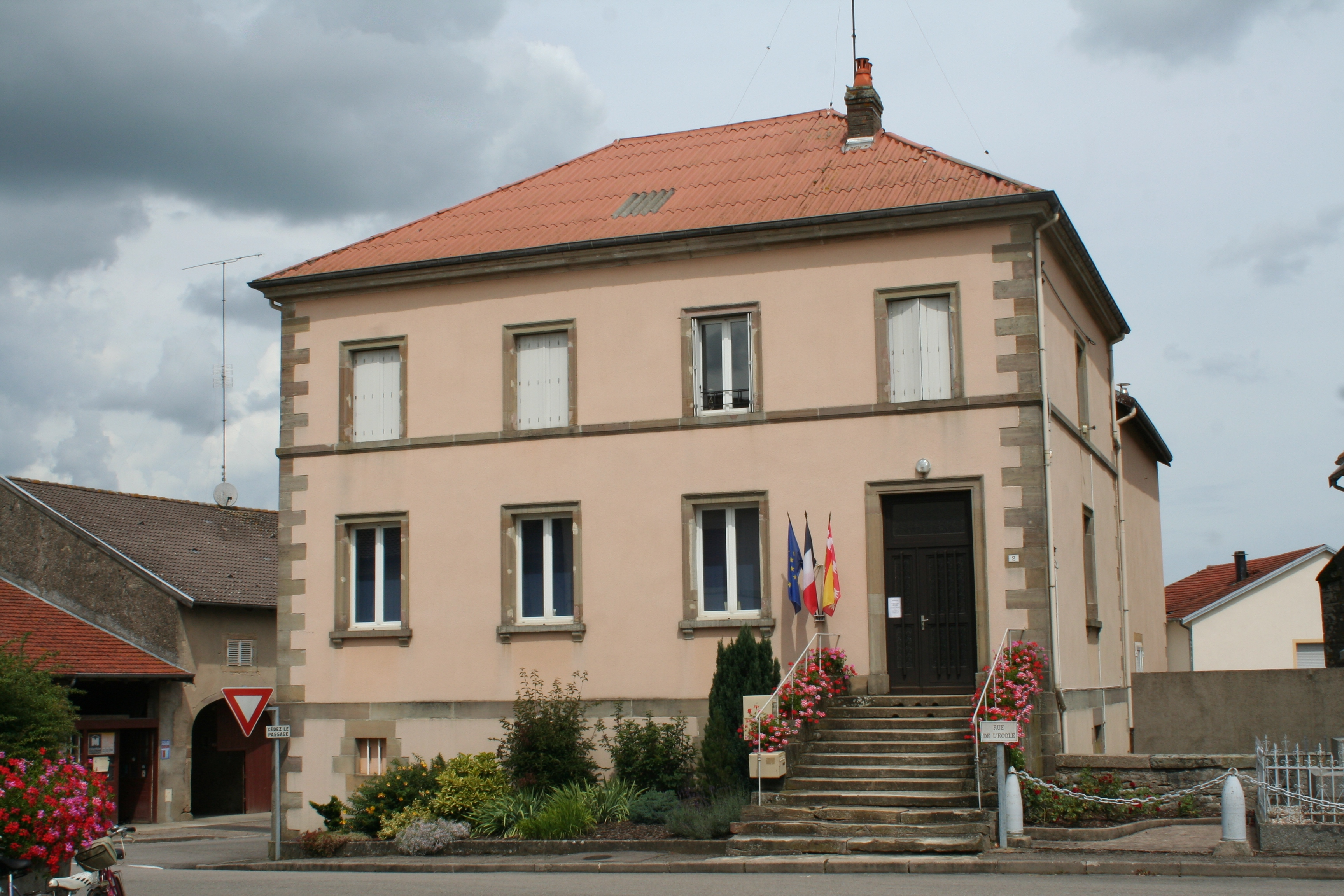
Mairie-école.

En 2023, le budget de la commune était constitué ainsi :
- total des produits de fonctionnement : 109 000 €, soit 596 € par habitant ;
- total des charges de fonctionnement : 156 000 €, soit 850 € par habitant ;
- total des ressources d'investissement : 105 000 €, soit 573 € par habitant ;
- total des emplois d'investissement : 73 000 €, soit 397 € par habitant ;
- endettement : 0 €, soit 2 € par habitant.

Avec les taux de fiscalité suivants :
- taxe d'habitation : 11,87 % ;
- taxe foncière sur les propriétés bâties : 29,33 % ;
- taxe foncière sur les propriétés non bâties : 10,54 % ;
- taxe additionnelle à la taxe foncière sur les propriétés non bâties : 0,00 % ;
- cotisation foncière des entreprises : 0,00 %.

Chiffres clés Revenus et pauvreté des ménages en 2021 : médiane en 2021 du revenu disponible, par unité de consommation : 22 310 €.

## Économie

### Entreprises et commerces

#### Commerces
- Commerces et services de proximité[29].

### Liste des maires
| Période                                  | Période   | Identité        | Étiquette | Qualité                 |
| ---------------------------------------- | --------- | --------------- | --------- | ----------------------- |
| Les données manquantes sont à compléter. |           |                 |           |                         |
| mai 1892                                 |           | Cosserat-Bailly |           |                         |
|                                          | 1897      | Charles Bailly  |           | démissionnaire          |
| 1897                                     |           | Charles Bailly  |           | démissionnaire et réélu |
| 1912                                     |           | Auguste Georges |           |                         |
| 1935                                     |           | Auguste Mathieu |           |                         |
|                                          |           |                 |           |                         |
| mars 2001                                | mars 2008 | André Hellé     |           |                         |
| mars 2008                                | mars 2020 | Andrée Trouy    |           |                         |
| mars 2020                                | En cours  | Michel Herbé    |           |                         |

## Population et société

### Démographie

#### Évolution démographique
L'évolution du nombre d'habitants est connue à travers les recensements de la population effectués dans la commune depuis 1793. Pour les communes de moins de 10 000 habitants, une enquête de recensement portant sur toute la population est réalisée tous les cinq ans, les populations de référence des années intermédiaires étant quant à elles estimées par interpolation ou extrapolation. Pour la commune, le premier recensement exhaustif entrant dans le cadre du nouveau dispositif a été réalisé en 2007.

En 2022, la commune comptait 181 habitants, en stagnation par rapport à 2016 (Vosges : −2,96 %, France hors Mayotte : +2,11 %).
| 1793 | 1800 | 1806 | 1821 | 1831 | 1836 | 1841 | 1846 | 1856 |
| ---- | ---- | ---- | ---- | ---- | ---- | ---- | ---- | ---- |
| 193  | 184  | 210  | 261  | 248  | 274  | 277  | 294  | 278  |

| 1861 | 1866 | 1876 | 1881 | 1886 | 1891 | 1896 | 1901 | 1906 |
| ---- | ---- | ---- | ---- | ---- | ---- | ---- | ---- | ---- |
| 268  | 279  | 243  | 237  | 267  | 251  | 229  | 225  | 221  |

| 1911 | 1921 | 1926 | 1931 | 1936 | 1946 | 1954 | 1962 | 1968 |
| ---- | ---- | ---- | ---- | ---- | ---- | ---- | ---- | ---- |
| 211  | 195  | 181  | 187  | 194  | 203  | 202  | 201  | 173  |

| 1975 | 1982 | 1990 | 1999 | 2006 | 2007 | 2012 | 2017 | 2022 |
| ---- | ---- | ---- | ---- | ---- | ---- | ---- | ---- | ---- |
| 156  | 143  | 163  | 163  | 178  | 177  | 184  | 181  | 181  |

### Enseignement
Établissements d'enseignements :
- Écoles maternelles et primaires à Fauconcourt, Romont, Magnières, Rambervillers, Saint-Maurice-sur-Mortagne, Roville-aux-Chênes, Moyemont.
- Collèges à Rambervillers, Gerbéviller, Baccarat, Châtel-sur-Moselle.
- Lycées à Roville-aux-Chênes, Raon-l'Étape, Thaon-les-Vosges, Lunéville.

### Santé
Professionnels et établissements de santé :
- Médecins à Rambervillers, Magnières, Gerbéviller, Azerailles, Baccarat, Sercoeur, Châtel-sur-Moselle.
- Pharmacies à Rambervillers, Magnières, Gerbéviller, Baccarat, Châtel-sur-Moselle, Nomexy, Portieux, Thaon-les-Vosges.
- Hôpitaux à Rambervillers, Baccarat, Châtel-sur-Moselle, Thaon-les-Vosges.

### Cultes
- Culte catholique, Paroisse Notre-Dame-de-la-Mortagne[40], Diocèse de Saint-Dié.

### Animations
- La première course de caisses à savon en Lorraine s'est déroulée le 17 juin 1990.

## Pour approfondir